# Aster Janssens
Aster Janssens (12 maart 2001) is een Belgisch voetbalspeler. Hij speelt als middenvelder voor KV Mechelen in de Super League.

## Statistieken
| Seizoen | Club          | Land   | Competitie   | Wedstrijden | Doelpunten |
| ------- | ------------- | ------ | ------------ | ----------- | ---------- |
| 2020/21 | Standard Luik | België | Super League | –           | –          |
| Totaal  | Totaal        | Totaal | Totaal       | –           | –          |

Laatste update: april 2020

## Interlands
Tijdens zijn jeugd doorliep Janssens de nationale jeugdelftallen O15, O16, O17, O19 en O23.

## Privé
Aster Janssens is de broer van Wolke Janssens, die ook voetballer is.